# Gustav Fritsch
Gustav Theodor Fritsch (ur. 5 marca 1838 w Chociebużu, zm. 12 czerwca 1927 w Berlinie) – niemiecki anatom, fizjolog, antropolog. Razem z Eduardem Hitzigiem prowadził badania, w których stymulowano prądem elektrycznym korę mózgową u psa. W 1870 ich doświadczenia dostarczyły dowodu na teorię lokalizacyjną. 
Syn Ludwiga (1803-1841) i Sophie Kramsta (1812-1887). Studiował nauki przyrodnicze i medycynę w Berlinie, Wrocławiu i Heidelbergu. Po studiach został asystentem w Instytucie Anatomicznym w Berlinie w 1867 roku. Od 1874 profesor nadzwyczajny na Uniwersytecie Fryderyka Wilhelma w Berlinie. W 1871 we Wrocławiu ożenił się z Helene Hirt (1851-1915).
Jeden z założycieli Berliner Gesellschaft für Anthropologie, Ethnologie und Urgeschichte.

## Wybrane prace
- Ueber den Aussatz in der Cap-Colonie[1]. (1865)
- Drei Jahre in Süd-Afrika: Reiseskizzen nach Notizen des Tagebuchs zusammengestellt. Hirt, Breslau 1868
- Hitzig, Fritsch. Ueber die elektrische Erregbarkeit des Grosshirns. Archiv für Anatomie, Physiologie und wissenschaftliche Medicin 300-332 (1870)
- Die Eingeborenen Süd-Afrika's: ethnographisch und anatomisch beschrieben. (Ethnographic and anatomic research in South Africa) Hirt, Breslau 1872
- Vergleichend-anatomische Betrachtung der elektrischen Organe von Gymnotus electricus. Veit, Leipzig 1881
- Ueber einige bemerkenswerthe Elemente des Centralnervensystems von Lophius piscatorius L[2]. (1886)